# Mondevert
Mondevert est une commune française située dans le département d'Ille-et-Vilaine en région Bretagne, peuplée de 806 habitants.

## Géographie
La superficie totale de la commune est de 501 hectares 82 ares.
En 1845, cette surface se répartissait ainsi :
- 312 hectares de terres labourables,
- 79 hectares de prés et pâtures,
- 34 hectares de bois,
- 34 hectares de vergers et jardins,
- 41 hectares de landes et terres incultes.

### Communes limitrophes
| Erbrée              |           |                  |
|                     | Mondevert | Bréal-sous-Vitré |
| Argentré-du-Plessis | Le Pertre |                  |

### Infrastructures
Depuis 2007, un raccordement avec la voie express a été réalisé. La présence de batraciens dans le bois de la Hupperie avaient conduit le conseil général d'Ille-et-Vilaine à déplacer le tracé du contournement du bourg.

### Hydrographie
Pour un article plus général, voir Réseau hydrographique d'Ille-et-Vilaine.
La commune est située dans le bassin Loire-Bretagne. Elle est drainée par le Geslin, le Passoir,,.

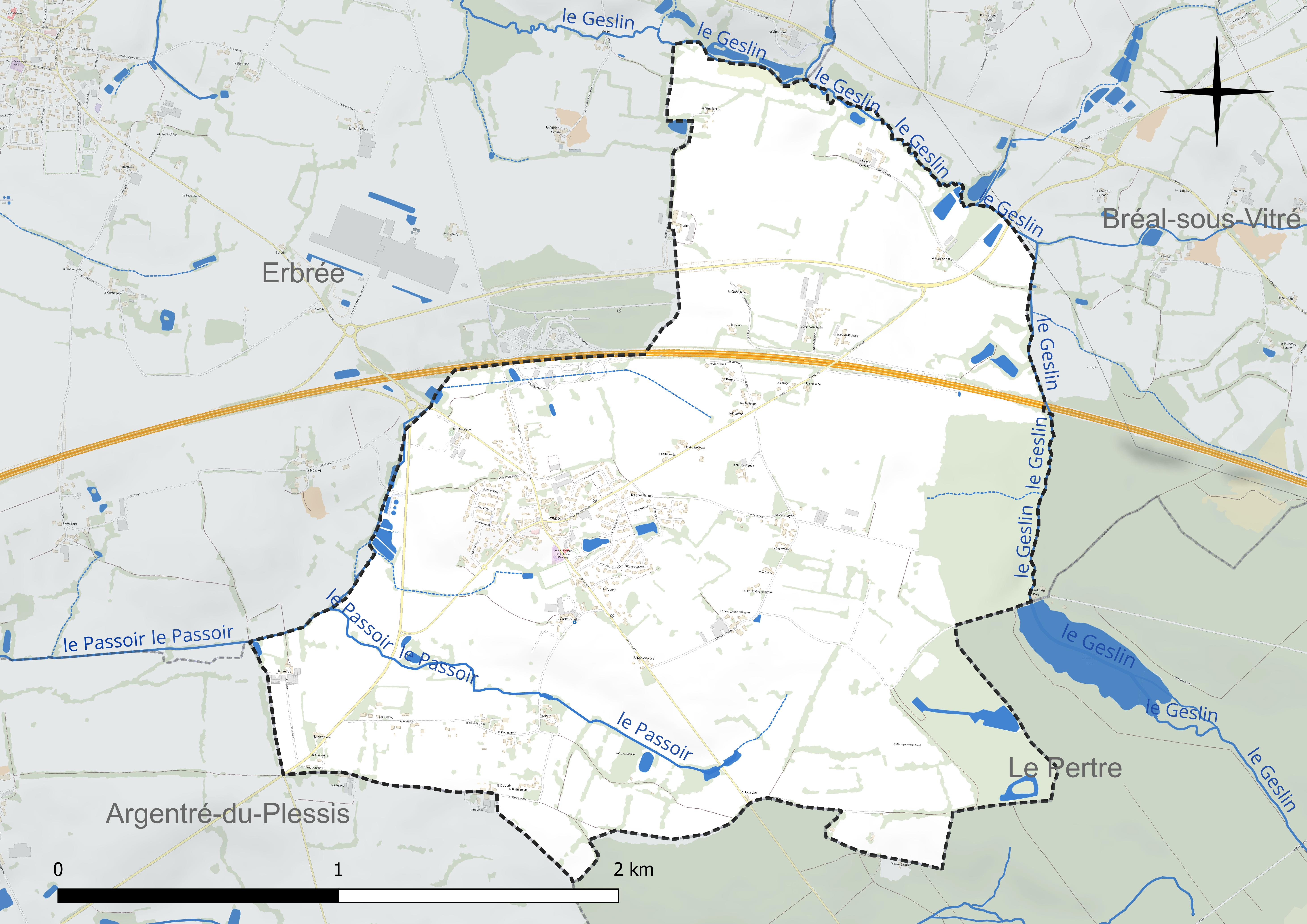
Réseau hydrographique de Mondevert.

### Climat
Pour des articles plus généraux, voir Climat de la Bretagne et Climat d'Ille-et-Vilaine.
En 2010, le climat de la commune est de type climat océanique franc, selon une étude du CNRS s'appuyant sur une série de données couvrant la période 1971-2000. En 2020, Météo-France publie une typologie des climats de la France métropolitaine dans laquelle la commune est exposée à un climat océanique et est dans la région climatique  Bretagne orientale et méridionale, Pays nantais, Vendée, caractérisée par une faible pluviométrie en été et une bonne insolation. Parallèlement l'observatoire de l'environnement en Bretagne publie en 2020 un zonage climatique de la région Bretagne, s'appuyant sur des données de Météo-France de 2009. La commune est, selon ce zonage, dans la zone « Sud Est », avec des étés relativement chauds et ensoleillés.
Pour la période 1971-2000, la température annuelle moyenne est de 11,1 °C, avec une amplitude thermique annuelle de 13,5 °C. Le cumul annuel moyen de précipitations est de 819 mm, avec 13,3 jours de précipitations en janvier et 7,5 jours en juillet. Pour la période 1991-2020, la température moyenne annuelle observée sur la station météorologique la plus proche, située sur la commune de Launay-Villiers à 9 km à vol d'oiseau, est de 11,6 °C et le cumul annuel moyen de précipitations est de 862,6 mm,. Pour l'avenir, les paramètres climatiques de la commune estimés pour 2050 selon différents scénarios d'émission de gaz à effet de serre sont consultables sur un site dédié publié par Météo-France en novembre 2022.

## Urbanisme

### Typologie
Au 1er janvier 2024, Mondevert est catégorisée bourg rural, selon la nouvelle grille communale de densité à sept niveaux définie par l'Insee en 2022.
Elle est située hors unité urbaine. Par ailleurs la commune fait partie de l'aire d'attraction de Vitré, dont elle est une commune de la couronne,. Cette aire, qui regroupe 30 communes, est catégorisée dans les aires de 50 000 à moins de 200 000 habitants,.

### Occupation des sols
L'occupation des sols de la commune, telle qu'elle ressort de la base de données européenne d'occupation biophysique des sols Corine Land Cover (CLC), est marquée par l'importance des territoires agricoles (81,6 % en 2018), en diminution par rapport à 1990 (83,8 %). La répartition détaillée en 2018 est la suivante : 
terres arables (39,4 %), zones agricoles hétérogènes (32,2 %), prairies (10 %), zones urbanisées (9,3 %), forêts (9,2 %). L'évolution de l'occupation des sols de la commune et de ses infrastructures peut être observée sur les différentes représentations cartographiques du territoire : la carte de Cassini (XVIIIe siècle), la carte d'état-major (1820-1866) et les cartes ou photos aériennes de l'IGN pour la période actuelle (1950 à aujourd'hui).

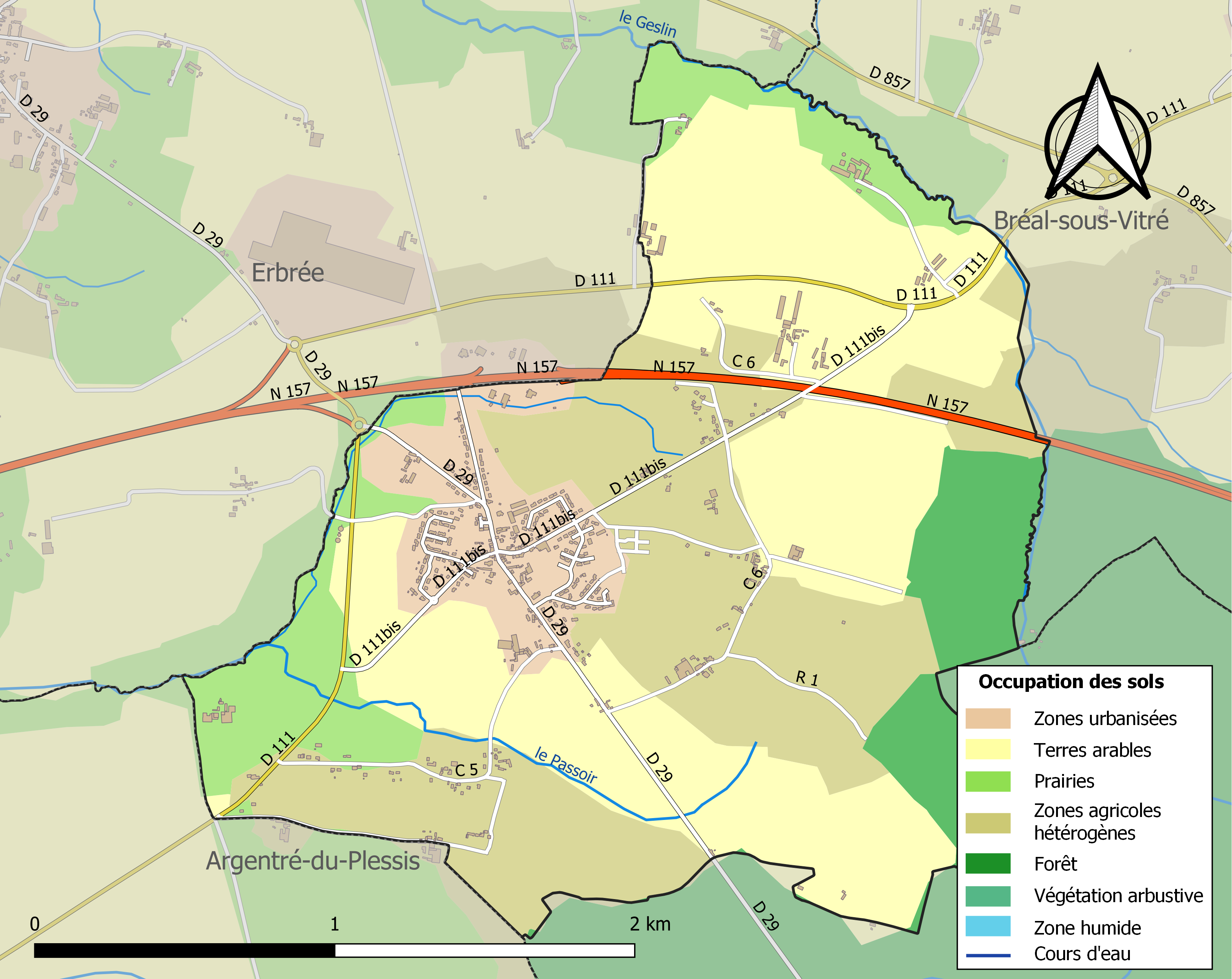
Carte des infrastructures et de l'occupation des sols de la commune en 2018 (CLC).

## Toponymie
Le nom de la localité est attesté sous les formes Munduluet au XIe siècle, Montevert en 1093, Monduluel et Monthuel en 1197, Monte Lovelli en 1207.

## Histoire

### Moyen Âge
Selon A. Marteville et P. Varin, continuateurs d'Ogée :

« Mondevert, ancienne trève d'Erbrée, a été fondée en 1106 par Rivallon, prieur de Sainte-Croix de Vitré, qui avait acheté le terrain nécessaire de Guy de Laval, alors possesseur de la forêt du Pertre. »

 Ce religieux est peut-être apparenté à Robert Ier, seigneur de Vitré.

### Époque moderne
Avant la Révolution française, le chapelain de la trève de Mondevert avait le droit de marier et d'enterrer, mais pas celui de baptiser.

### Révolution française
La commune de Mondevert a été créée en 1790, par démembrement de la commune d'Erbrée. Auparavant, Mondevert n'était qu'une trève de la paroisse d'Erbrée.
Dans un rapport daté du 9 décembre 1793, les autorités d'Ernée écrivent que des paysans d'Argentré, Le Pertre, Mondevert, Erbrée, La Chapelle-Erbrée, Bréal, Saint-M'Hervé, Montautour et Balazé avaient « porté leurs grain aux insurgés pendant leur séjour à Laval ». La municipalité de Mondevert signale fin 1793 que des suspects habitant la commune ont proféré des menaces contre certains de ses membres. Ainsi Jean Poirier « qui a déclaré que les chouans puniraient le maire, Guillaume Peu et André Tiriau s'ils continuaient à aller chercher et lire les décrets [du gouvernement]». Guillaume Hubert, lui aussi suspect, « a dit en décembre à René Germain, qu'il périrait par les chouans ainsi que Guillaume Peu, procureur de la commune, Jean Aupied, René Fleuret, Jacques Simon, Jean Guillars, Julien Louin, le greffier de la commune, et plusieurs autres ». René Germain et Guillaume Peu furent effectivement tués le 15 brumaire an III (5 novembre 1794), probablement par des chouans, le premier « près de sa porte à la Bouvais », le second « dans sa cour près de sa porte » si l'on en croit le registre d'état-civil (déçès) de Mondevert.
Mondevert fait partie des communes déclarées totalement insurgées en 1793-1794.

### LeXIXesiècle
A. Marteville et P. Varin, continuateurs d'Ogée décrivent ainsi Mondevert en 1845 :

« Mondevert (sous l'invocation de sainte Marie-Madelaine), commune formée de l'ancienne trève d'Erbrée, érigée en chapelle vicariée le 30 novembre 1832 et en succursale le 30 janvier 1839. (...) Principaux villages : les Richeries, le Pâtis-Oyen, la Croix-Garnier, les Ecotais. Superficie totale 501 ha (...) dont terres labourables 312 ha, prés et pâtures 79 ha, bois 34 ha, vergers et jardins 8 ha, landes et incultes 41 ha (...). Géologie : schiste argileux, granite au sud. On parle le français [en fait le gallo]. »

### LeXXesiècle

#### La Première Guerre mondiale
Le monument aux morts de Mondevert porte les noms de 11 soldats morts pour la France pendant la Première Guerre mondiale : parmi eux, un (Jean Goupil) est mort en Belgique en novembre 1914 lors de la Première bataille d'Ypres, un (Jean Gilbert) est mort en mer à bord du navire-hôpital Tchad près de Dunkerque le 7 mars 1915, les autres sont décédés sur le sol français.

#### L'Entre-deux-guerres
En 1922, la « Société de distribution d'électricité de l'Ouest » mena une enquête publique sur la commune et quelques communes voisines envisageant la création d'un réseau électrique desservant la commune.

#### La Seconde Guerre mondiale
Aucun habitant de la commune n'est décédé pour faits de guerre pendant la Seconde Guerre mondiale.

## Politique et administration
| Période                                  | Période    | Identité               | Étiquette | Qualité                                                                                                |
| ---------------------------------------- | ---------- | ---------------------- | --------- | --- |
| 1793                                     | 1799       | André Tiriau           |           | |
| 1799                                     | 1802       | François Diard         |           | |
| 1802                                     | 1828       | André Tiriau           |           | Fils d'André Tiriau, maire entre 1793 et 1799. Suppléé par Pierre Chassard, adjoint entre 1826 et 1828 |
| 1828                                     | 1837       | Pierre Chassard        |           | |
| 1837                                     | 1846       | François Guesdon       |           | Laboureur à la Vionnière                                                                               |
| 1847                                     | 1864       | Jean-Marie Rivet       |           | |
| 1864                                     | 1865       | Joseph Diard           |           | Cultivateur au bourg de Mondevert                                                                      |
| 1865                                     | après 1905 | Jean-Marie David       |           | Célibataire. Maire de Mondevert pendant 31 ans.                                                        |
|                                          |            |                        |           | |
|                                          | 1977       | Jean-Baptiste Faucheux |           | Cultivateur                                                                                            |
| 1977                                     | 2014       | Victor Blot            |           | Aviculteur, ancien premier adjoint                                                                     |
| 2014                                     | En cours   | Christian Stéphan      |           | Géomètre                                                                                               |
| Les données manquantes sont à compléter. |            |                        |           | |

## Démographie
L'évolution du nombre d'habitants est connue à travers les recensements de la population effectués dans la commune depuis 1793. Pour les communes de moins de 10 000 habitants, une enquête de recensement portant sur toute la population est réalisée tous les cinq ans, les populations de référence des années intermédiaires étant quant à elles estimées par interpolation ou extrapolation. Pour la commune, le premier recensement exhaustif entrant dans le cadre du nouveau dispositif a été réalisé en 2004.
En 2022, la commune comptait 806 habitants, en évolution de −1,59 % par rapport à 2016 (Ille-et-Vilaine : +5,46 %, France hors Mayotte : +2,11 %).
| 1793 | 1800 | 1806 | 1821 | 1831 | 1836 | 1841 | 1846 | 1851 |
| ---- | ---- | ---- | ---- | ---- | ---- | ---- | ---- | ---- |
| 351  | 364  | 326  | 317  | 329  | 362  | 404  | 456  | 467  |

| 1856 | 1861 | 1866 | 1872 | 1876 | 1881 | 1886 | 1891 | 1896 |
| ---- | ---- | ---- | ---- | ---- | ---- | ---- | ---- | ---- |
| 430  | 448  | 432  | 423  | 409  | 368  | 347  | 342  | 346  |

| 1901 | 1906 | 1911 | 1921 | 1926 | 1931 | 1936 | 1946 | 1954 |
| ---- | ---- | ---- | ---- | ---- | ---- | ---- | ---- | ---- |
| 342  | 316  | 328  | 292  | 303  | 313  | 318  | 303  | 314  |

| 1962 | 1968 | 1975 | 1982 | 1990 | 1999 | 2004 | 2006 | 2009 |
| ---- | ---- | ---- | ---- | ---- | ---- | ---- | ---- | ---- |
| 326  | 315  | 318  | 357  | 458  | 576  | 670  | 715  | 775  |

| 2014 | 2019 | 2022 | - | - | - | - | - | - |
| ---- | ---- | ---- | - | - | - | - | - | - |
| 813  | 820  | 806  | - | - | - | - | - | - |

## Transports
La commune est desservie par la ligne de bus n°5 de Vitré Communauté.

## Lieux et monuments

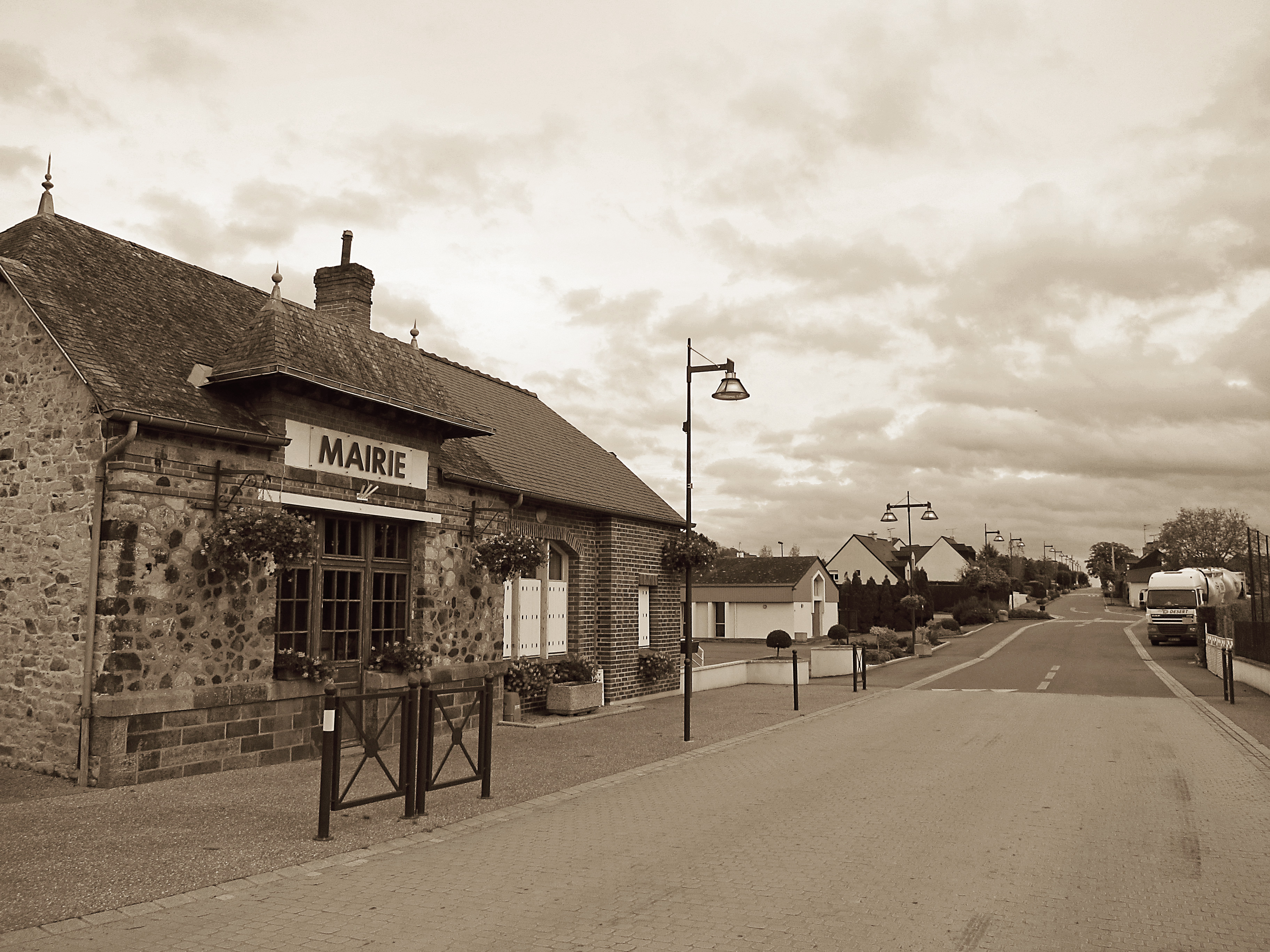
La mairie.

Il n'y a pas de monuments historiques protégés à Mondevert. On trouve cependant quelques édifices présentant un intérêt patrimonial dont l'église Sainte-Marie-Madeleine.